# 崔培树
崔培树，（1910年—1986年），广东电白县霞洞人，中华民国政治人物。

## 生平
有兄弟姐妹七人，他排第六，幼年入霞洞大村县立第五小学读书，毕业于高州中学后，广东省立工业专门学校肄业一年，接着考入汉阳兵工学校。崔培树出身南京兵工专门学校，精通数学。历任军政部兵工署上校技师，抗战时任兵工厂厂长。1949年，担任第80兵工厂副厂长。从台湾退伍后移居美国。
1949年5月，从广州随兵工厂迁往海南，后从海南去台湾，担任八十兵工厂总工程师，副厂长，晋升上校军衔。总统蒋经国，行政院院长俞国华为其颁发了“旌忠奖”，1986年病逝于台北，骨灰安放在台北圆通寺。